# Cordonata
A Cordonata egy a Capitoliumra vezető út Rómában. 
A Piazza Venezia irányából kissé emelkedő és egyre szélesedő lépcsősor visz fel a Capitoliumra. A lépcső elején két oroszlán őrzi a feljárót, melyek Egyiptomból származnak, s gránitból készültek. Az út mellett balra egy 19. századi emlékmű látható. A lépcső tetején két szobor látható, melyek a Dioszkuroszokat, azaz Kasztórt és Polüdeukészt ábrázolják.